# Saint-Julien-le-Petit
Saint-Julien-le-Petit é uma comuna francesa na região administrativa da Nova Aquitânia, no departamento de Alto Vienne. Estende-se por uma área de 29.13 km². Em 2010 a comuna tinha 289 habitantes (densidade: 9,9 hab./km²).